# Антоніни (селище)
Антоні́ни (колишні Голодьки, Антонини) — селище в Україні, центр Антонінської селищної територіальної громади Хмельницького району Хмельницької області.
Розташоване на річці Ікопоть, за 8 км від залізничної станції Антоніни на лінії Шепетівка — Старокостянтинів I.
Цегельний завод, цукровий завод. Населення: 2 692 мешканці (перепис 2001), 2 100 мешканців (2024).

## Історія

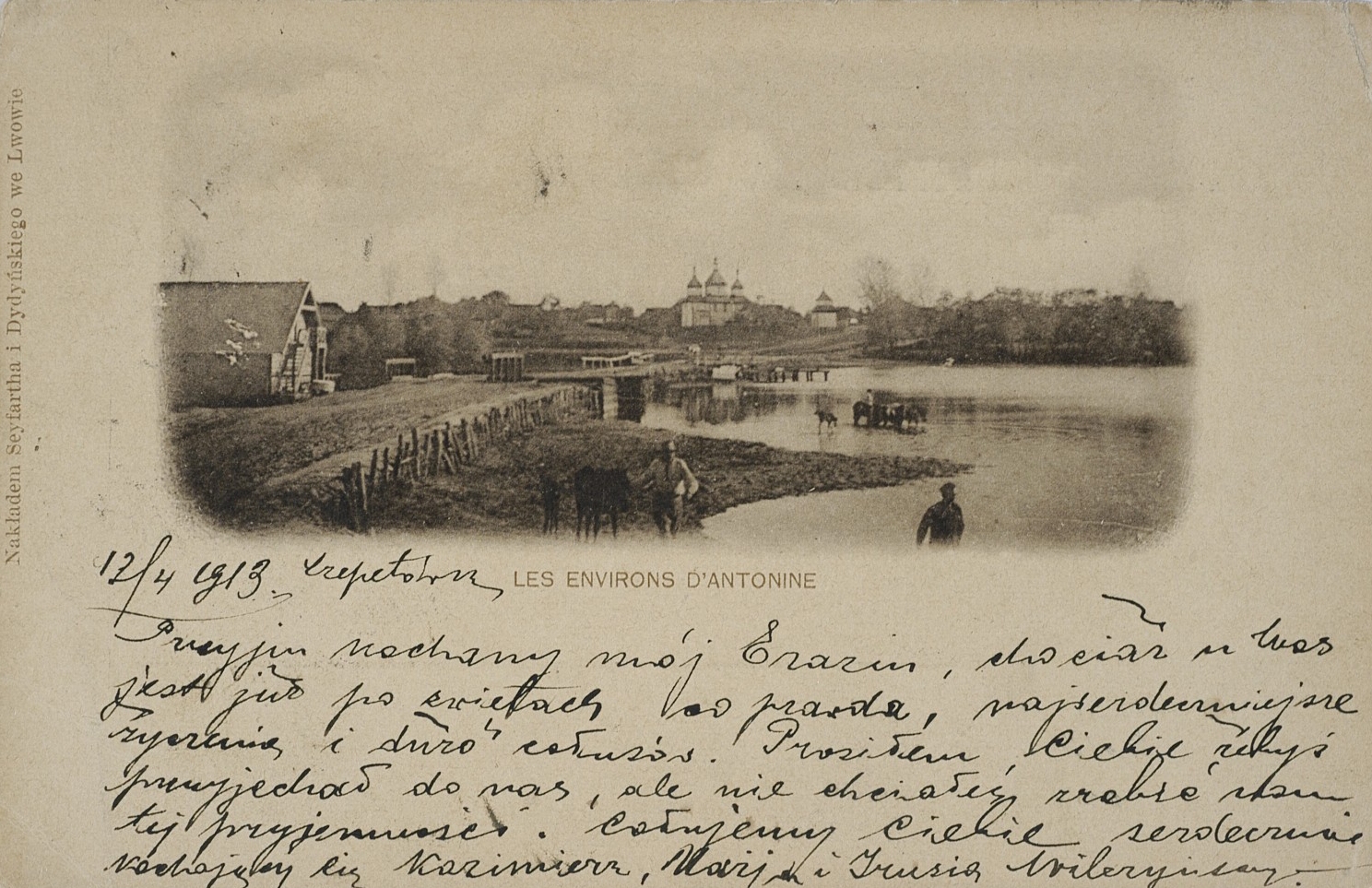
Антоніни в 1913 році. На обрії видніється українська трибанева церква святої Параскеви П'ятниці (1797), збудована на місці ще старішої

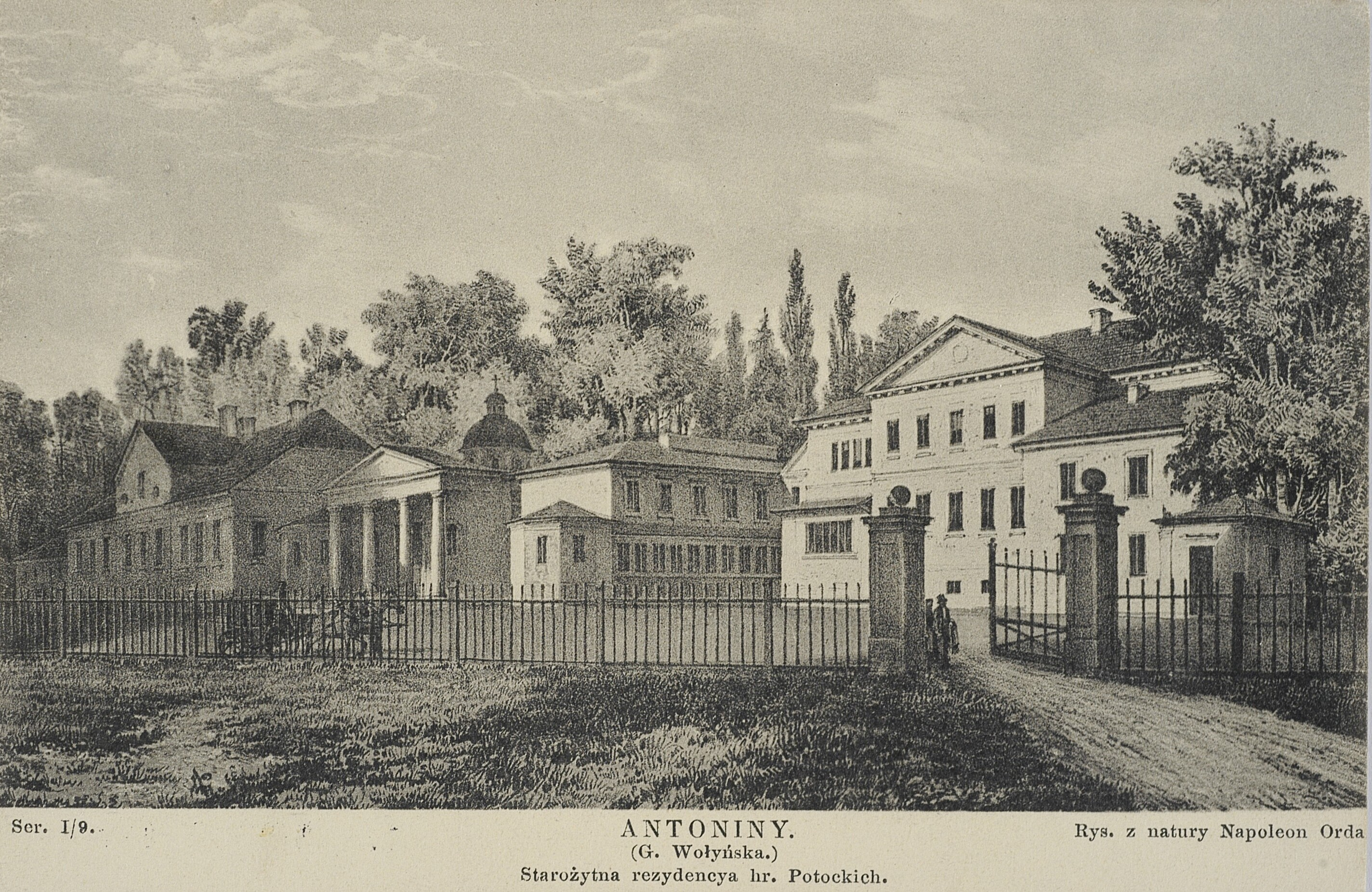
с. Антоніни, Волинської губ, палац Потоцьких, листівка по малюнку Наполеона Орди

Вперше згадується у 1593 році під назвою Голодиківці. Пізніша назва — Голодьки (Холодьки, Холодки, Холодиківці). у 1629 році тут налічувалося 6 дворів.
Від 1770 Антоніни мають сучасну назву, яку Голодьки отримали на честь дружини тодішнього орендатора села. У 1760-х роках власниця села княгиня Барбара Санґушкова віддала Голодьки у довготермінове користування регенту коронної канцелярії Ігнацію Мальчевському, який був одружений з її двоюрідною сестрою Антоніною з Дуніних. Закохане подружжя оселяється в Голодьках. Ігнацій будує тут палац, закладає на берегах річки Ікопоті парк, який з часом став одним із найкращих на Волині. Парк був багатий на екзотичні дерева, кущі, мав велику колекцію квітів. Розкішну резиденцію Ігнацій Мальчевський назвав іменем своєї коханої дружини Антонини. Ця назва згодом прижилася й до села.
Від 1797 року Антоніни входили до складу Волинської губернії. Напередодні першої світової війни селище було волосним центром Заславського повіту Волинської губернії. 1913 року тут проживало 2009 осіб. У містечку перебували волосні установи, поштово-телеграфна станція, однокласна школа, водяний млин, лікарня тощо.
7 (20) листопада 1917 року, відповідно до.Третього Універсалу Української Центральної Ради, увійшло до складу Української Народної Республіки.
З 7 березня 1923 по 30 грудня 1962 року Антоніни були центром Антонінського району, а з 1 вересня 1941 року до 5 березня 1944 року — центром Антонінської округи. 1956 року селу надано статус селища міського типу.
Під час організованого радянською владою Голодомору 1932—1933 років померло щонайменше 96 жителів селища.
Під час Другої світової війни в селі розташовувалося гетто в яке (разом із гетто села Орлинці) відправляли всіх євреїв Антонінського району.

### Власники

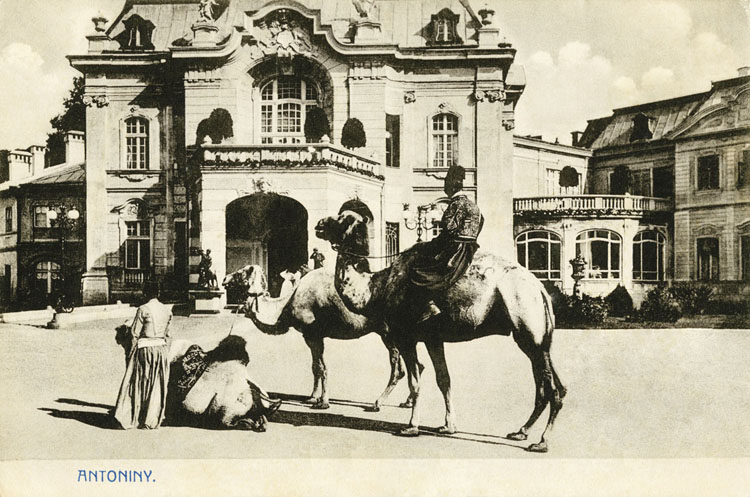
Забава зустрічі каравану зі сходу з дарами. Резиденція Потоцьких, 1907 рік

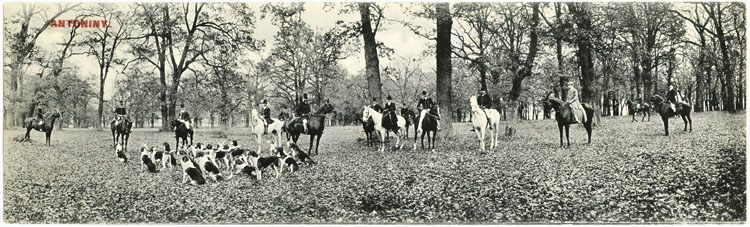
Шляхта під час полювання, 1910 рік

Вперше згадується як власність князя Юрія Острозького, який з кінця XV століття прибрав собі ім'я князя Заславського, отож далі село належало Заславським. Від 1673 до 1720 у власності Любомирських. Від 1720 до 1851 — князів Санґушків. Від 1851 до 1917 — графів Потоцьких.
Маєток Антоніни входив до складу великої власності Санґушків під назвою Антонінсько-Шепетівський ключ (нараховував 43 фільварки загальною вартістю у 2 095 945 рублів). Від Санґушків Антонінсько-Шепетівський ключ через шлюб однієї з власниць маєтку Марії Санґушківни з Альфредом Потоцьким, єдиної доньки князя Романа Санґушка «Сибіряка» та Наталії Потоцької з Вілянува, перейшов у володіння родини Потоцьких. Марія Потоцька успадкувала Антонінсько-Шепетівський ключ від діда князя Євстахія Санґушка 16 липня 1838 (тоді в маєтку нараховувалось 6 954 кріпаків). За такий подарунок онука мала довічно виплачувати князю пенсію.
Після смерті Альфреда Потоцького на початку 90-х років XIX століття промислова та земельна власність (загалом близько 63 тис. гектарів) та акцій золотих копалень у Південній Африці перейшли до його сина Юзефа Миколая, останнього нащадка волинської гілки Потоцьких. Землеволодіння графа були розділені на 4 самостійні управлінські одиниці (маєтки): Шепетівський (14 212 дес.), Антонінський (12 480 дес.), Смолдирівський (13 800 дес.), Піщівський (19 249 дес.), загальна кількість землі становила 58 244 дес.
Центральна резиденція величезного маєтку Юзефа Миколая Потоцького та його родини розташовувалася в Антонінах: разом з палацом, парком та садом вона охоплювала площу 34 дес. 2 тис. 123 саж. Юзеф Миколай розбудував палац в Антонінах і заклав ботанічний сад. У с. Пилявині він заснував звіринець і заповідник площею 2500 гектарів, а в Шепетівці заклав курорт для хворих на ревматизм.
У 1918 році, у зв'язку з революційними подіями, Потоцькі залишили Антоніни і виїхали через Швецію у Париж. Останній власник Антонін загинув у 1922 року в автокатастрофі, похований у Франції.
Останній з Потоцьких помер в 1955 році в Сибірських таборах.[джерело?]

## Населення

### Мова
Розподіл населення за рідною мовою за даними перепису 2001 року:
| Мова       | Кількість | Відсоток |
| ---------- | --------- | -------- |
| українська | 2612      | 98.38%   |
| російська  | 25        | 0.94%    |
| вірменська | 17        | 0.64%    |
| білоруська | 1         | 0.04%    |
| Усього     | 2655      | 100%     |

## Пам'ятки

Меморіальний комплекс на честь воїнів-односельчан

В Антонінах зберігся цілий ряд будівель колишнього палацового ансамблю і маєтку Санґушків/Потоцьких: манеж, возівня, гараж тощо. Палац спалений радянськими агресорами в 1919 році, на його місці стадіон. Був перебудований в 1897 році під зверхністю архітектора Франсуа Арво. 1908 року вчергове перебудований за проектом Фердинанда Фелнера. Залишки старого парку. З 1960 пам'ятка садово-паркового мистецтва, що охороняється державою.
Над озером знаходиться будинок керуючого маєтком.

## Сучасність
У селищі діють — РТП, лікарня, ліцей 1-3 ступенів, школа-інтернат, музична школа, будинок творчості школярів, дитячий оздоровчий табір, бібліотека, пошта, аптека, дільниця Красилівського РЕМ, ДЮСШ, корпорація «Сварог Вест Груп» (кол. ВАСТ «Антонінське» та СТОВ «Довіра»).
Від 2018 року в Антонінах діє Музей Потоцьких.

## Персоналії
У селищі народилися:
- Леонтюк Антон Костянтинович (1918—1994) — Герой Радянського Союзу.
- Міляр Едуард Рафаїлович (нар. 1939) — український живописець, мистецтвознавець, поет.

## Галерея

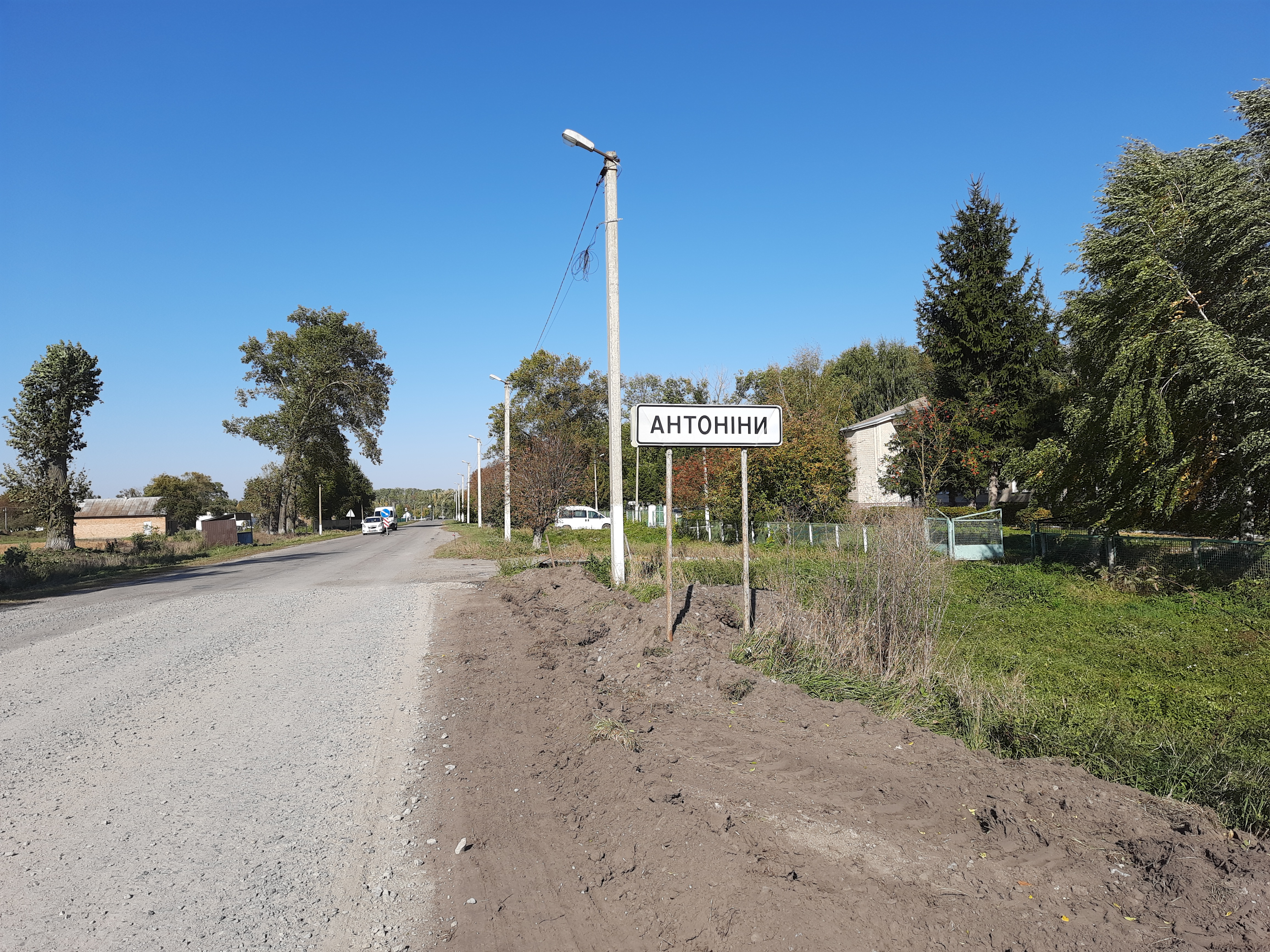
В'їзд в Антоніни
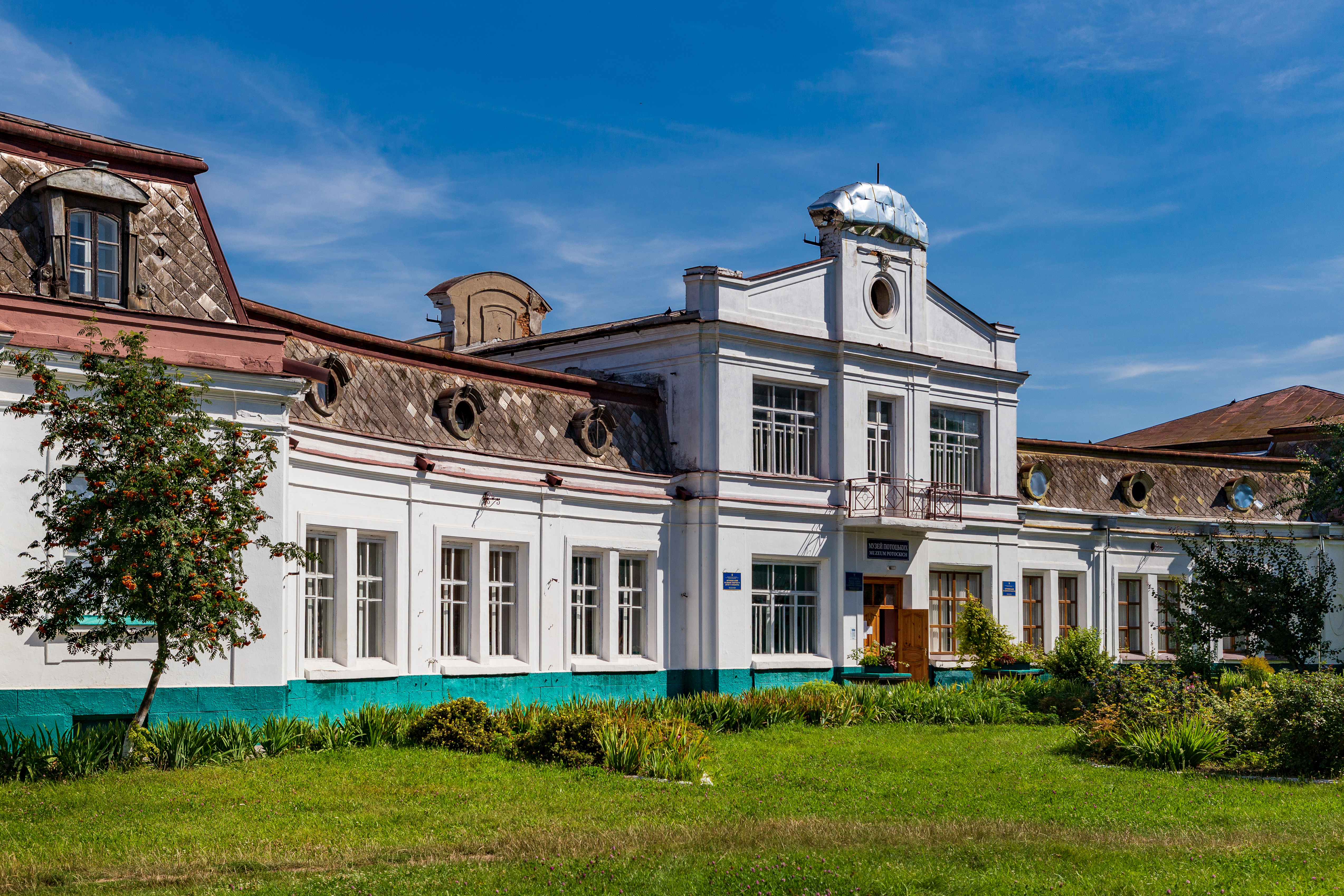
Флігель палацу Потоцьких, 2020
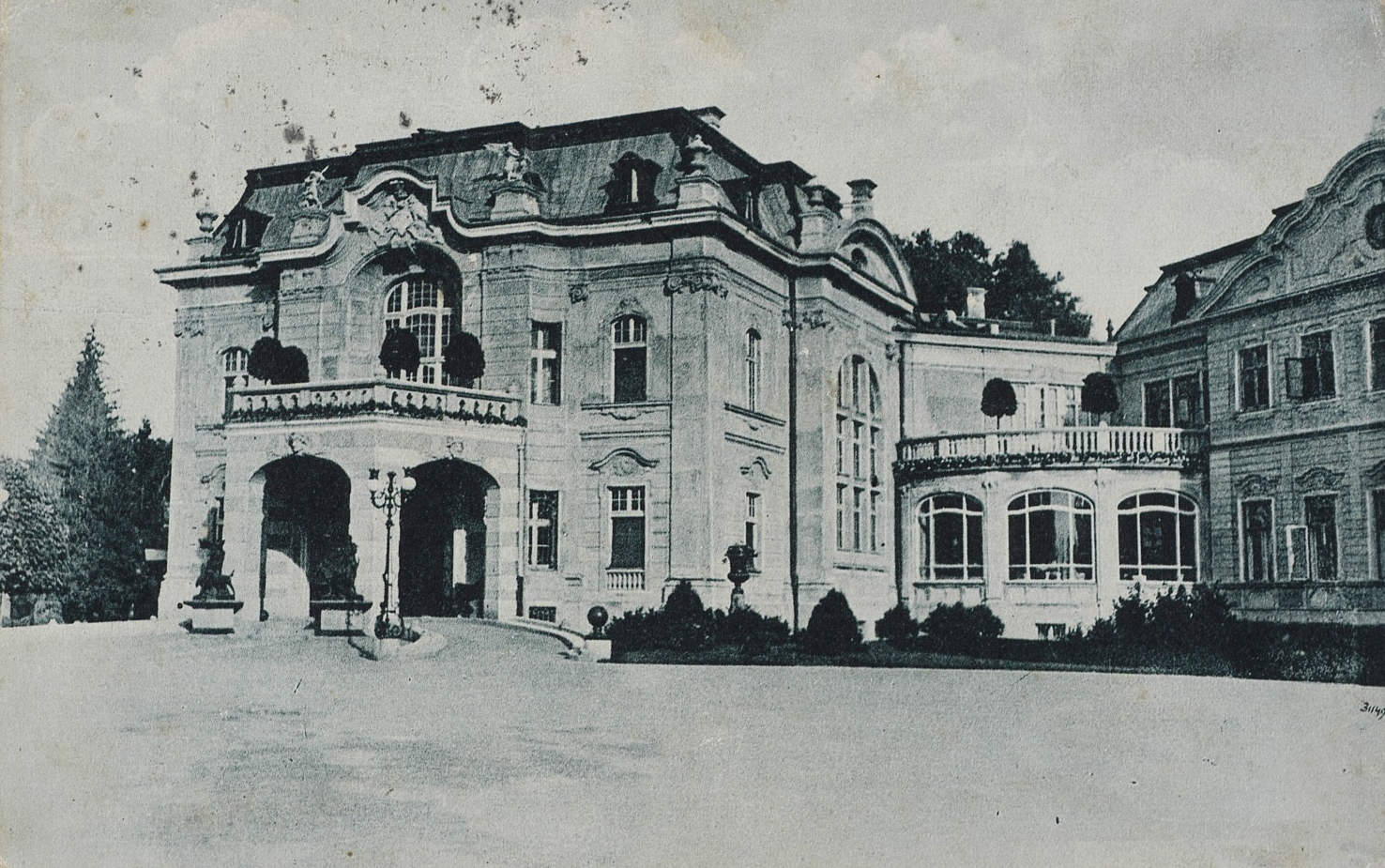
Палац Потоцьких, 1914
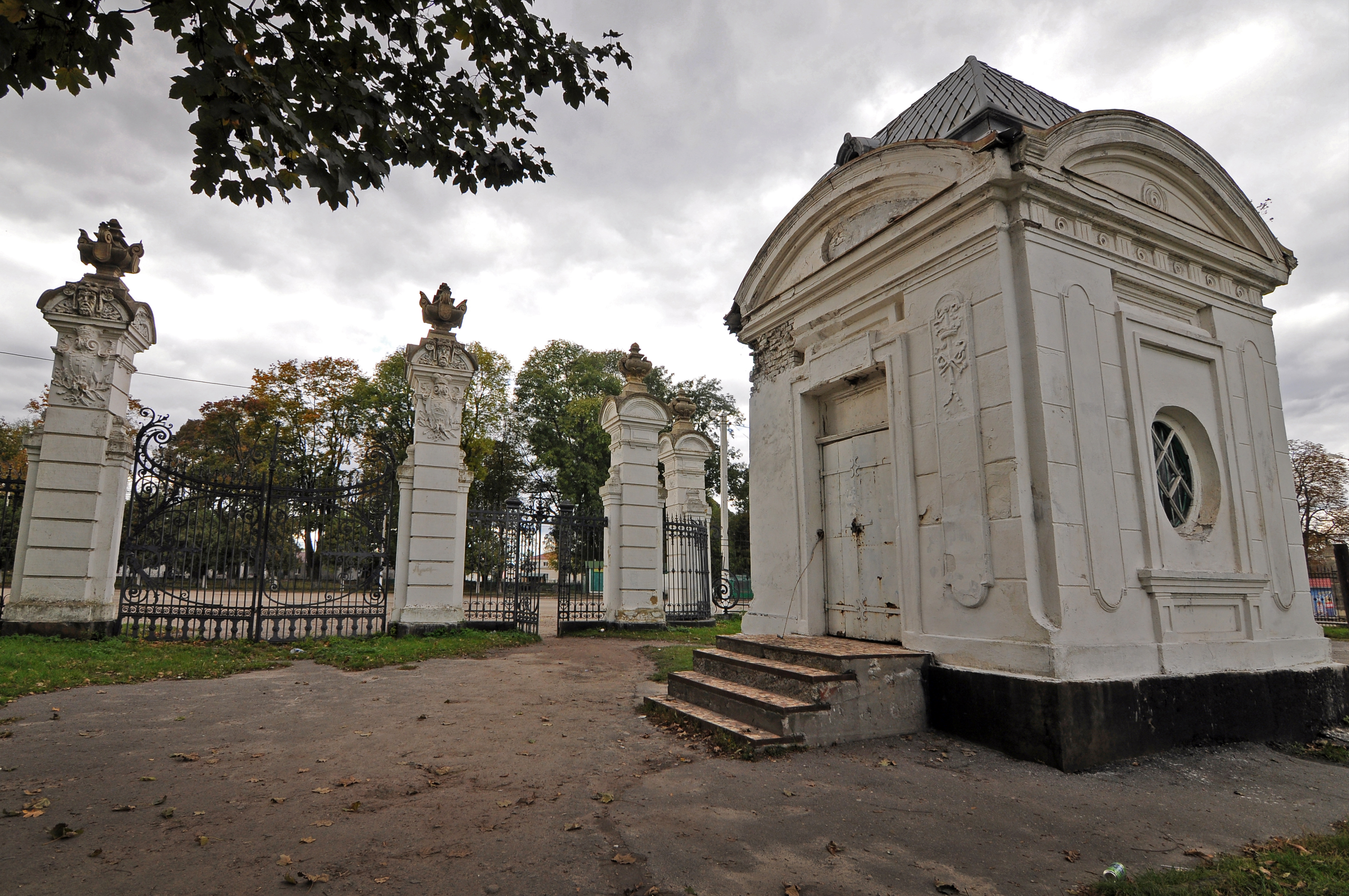
Головні ворота палацу
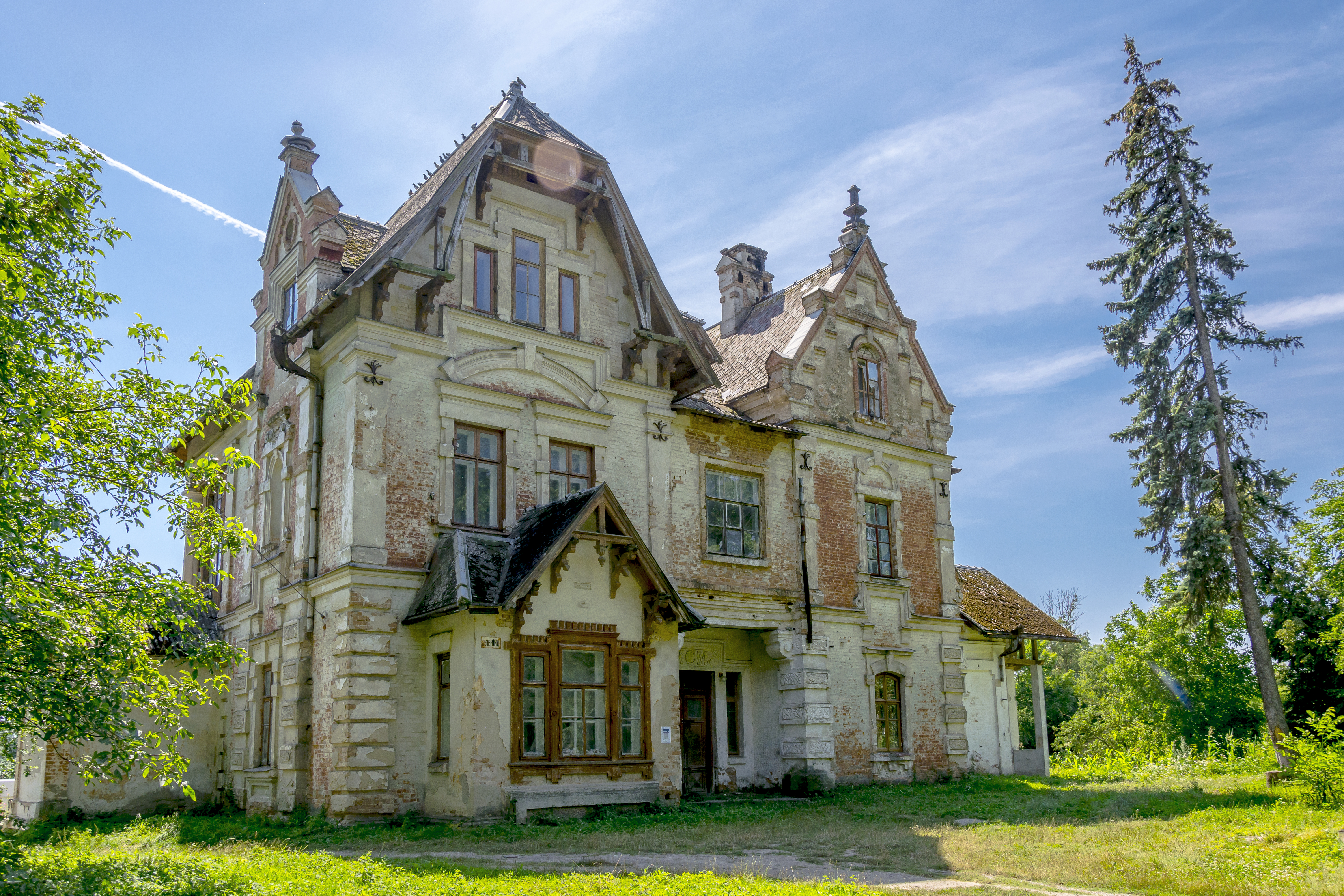
Будинок керуючого маєтком
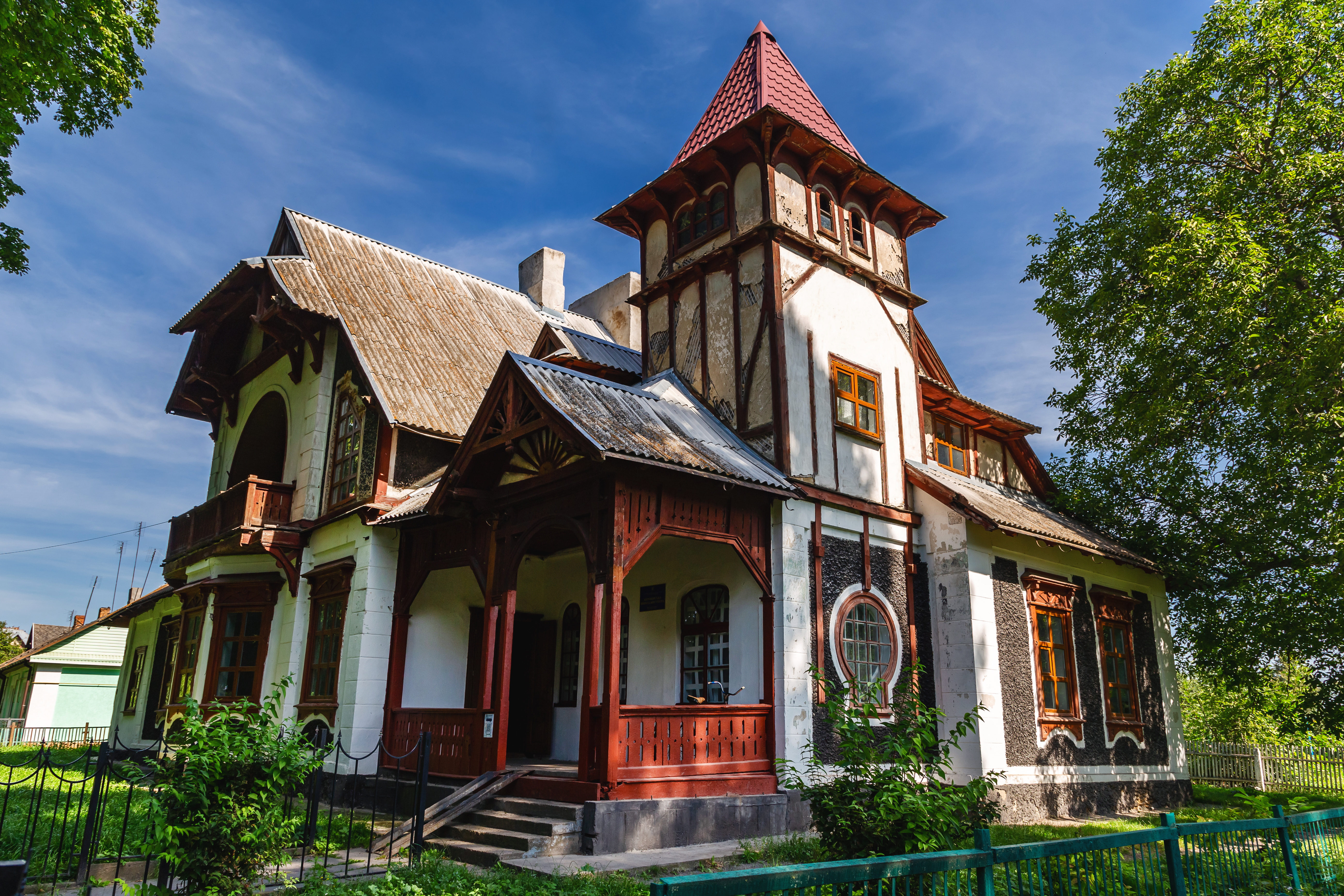
Будинок ветеринара кінного заводу, смт Антоніни. 2020р.
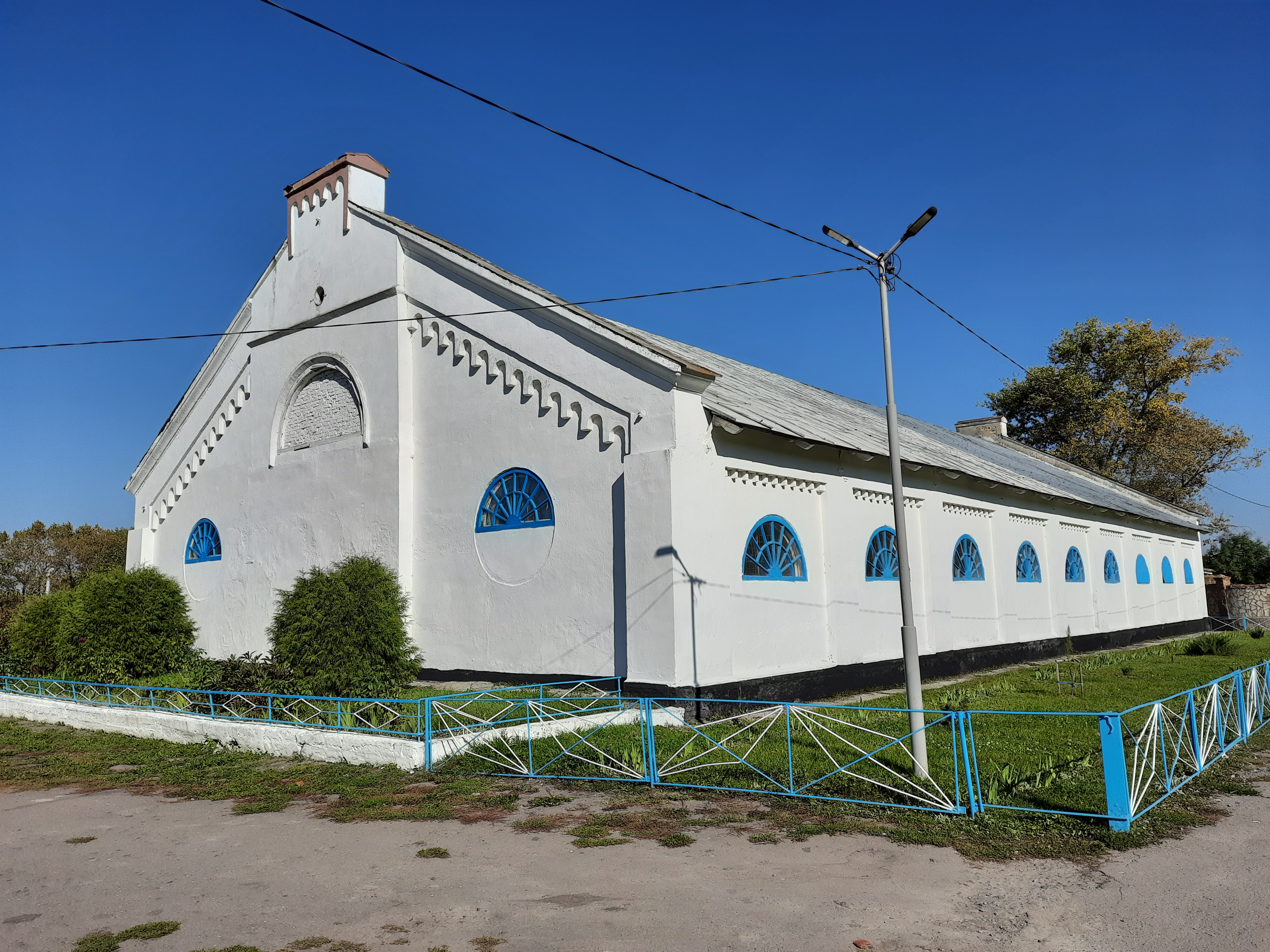
Манеж
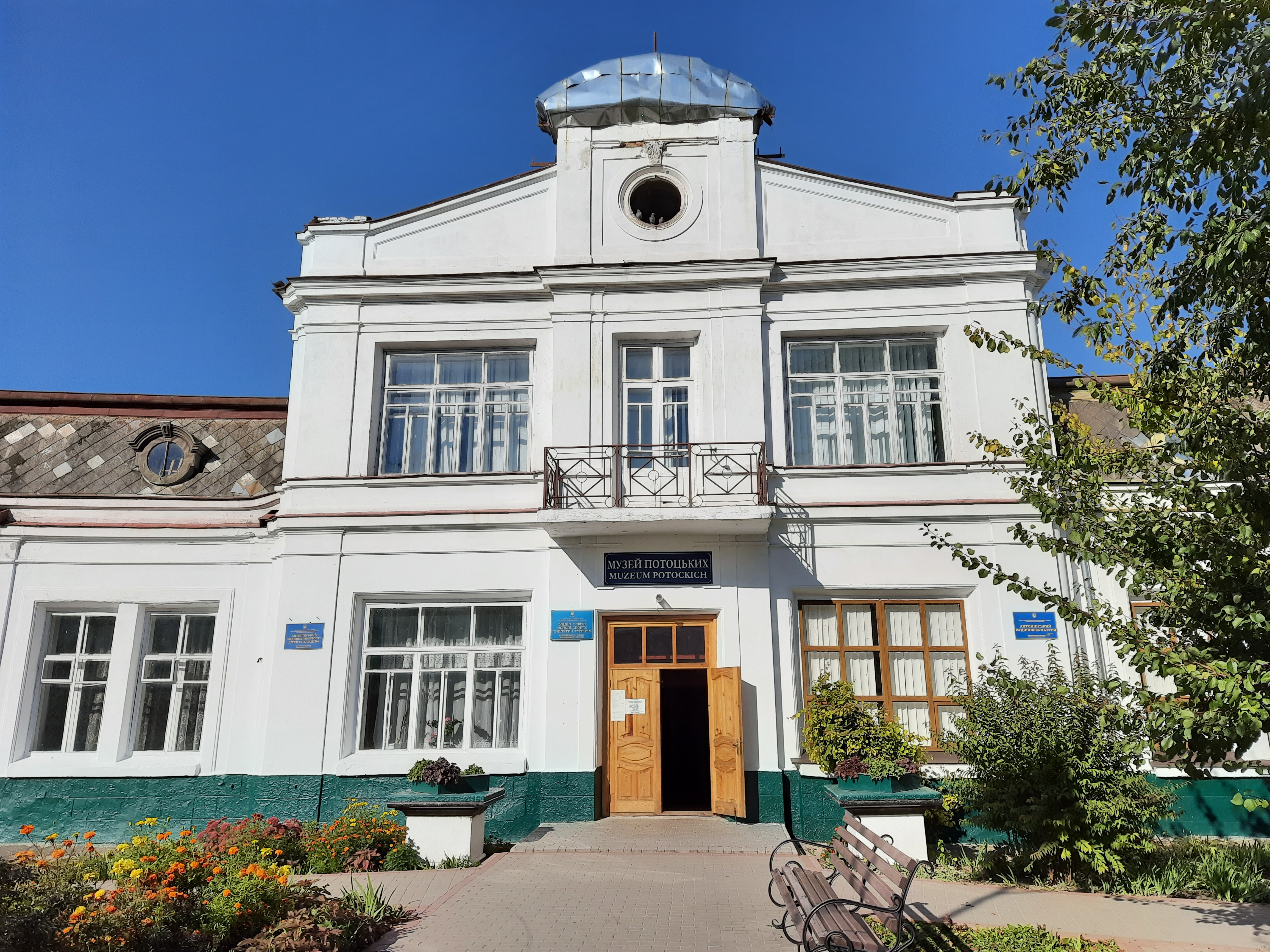
Музей Потоцьких.
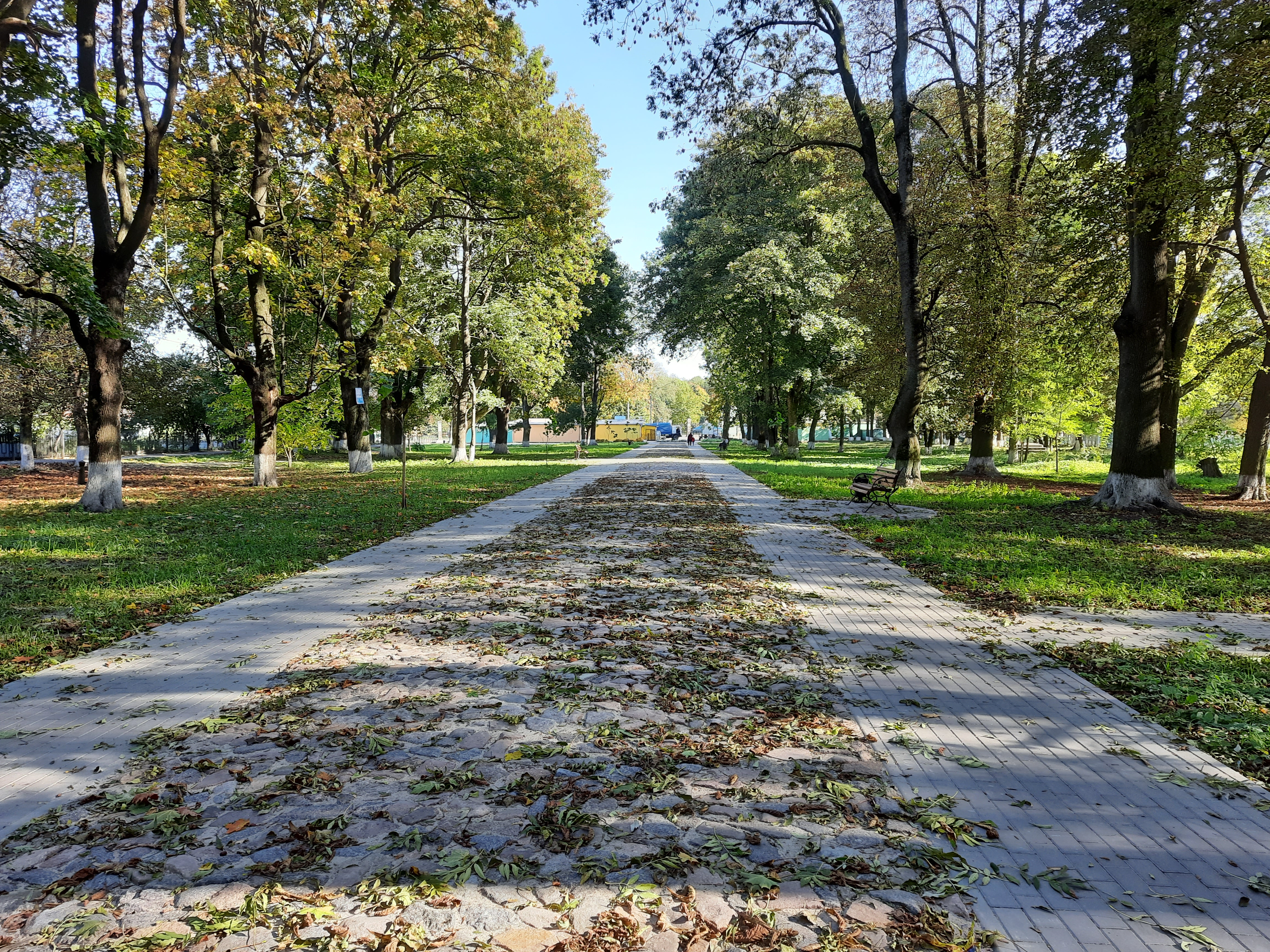
Алея
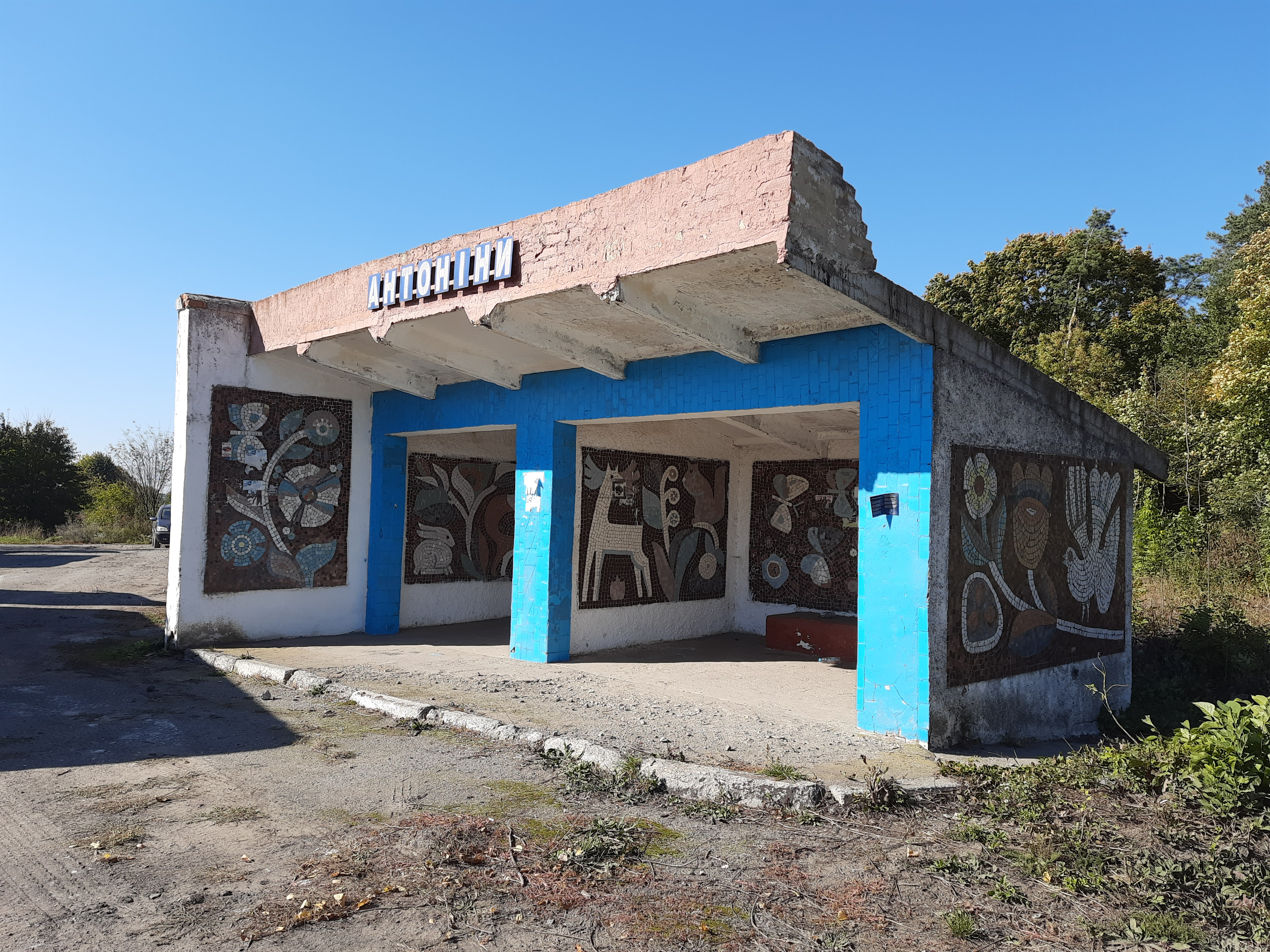
Автобусна зупинка